# 天草市立新和小学校
天草市立新和小学校（あまくさしりつ しんわしょうがっこう）は、熊本県天草市新和町小宮地にある小学校。

## 沿革
- 2001年（平成13年）- 大宮地小学校、小宮地小学校、宮南小学校、中石小学校を統合し新和町立新和小学校開校
- 2006年（平成18年）- 天草市立新和小学校と改称
- 2011年（平成23年）- 天草市立大多尾小学校を統合

## 学校周辺
- 流合川
- 熊本県道26号本渡牛深線
- 熊本県道289号大多尾新合線